# Елеонора фон Ханау-Лихтенберг
Елеонора фон Ханау-Лихтенберг (на немски: Eleonore von Hanau-Lichtenberg; * 16 април 1544; † 6 юни 1585 в Ингелфинген) е графиня от Ханау-Лихтенберг и чрез женитба графиня на Хоенлое-Нойенщайн-Валденбург.
Тя е най-малката дъщеря на граф Филип IV фон Ханау-Лихтенберг (1514 – 1590) и съпругата му Елеонора фон Фюрстенберг (1514 – 1590), дъщеря на граф Фридрих III фон Фюрстенберг († 1559) и графиня Анна фон Верденберг-Хайлигенберг († 1554).
Елеонора фон Ханау-Лихтенберг се омъжва на 24 февруари 1566 г. в Нойенщайн за граф Албрехт фон Хоенлое-Валденбург (* 23 май 1543 във Валденбург; † 16 ноември 1575 в Щутгарт), най-големият син на граф Лудвиг Казимир фон Хоенлое-Валденбург-Нойенщайн (1517 – 1568) и графиня Анна фон Золмс-Лаубах-Лих (1522 – 1594). Бракът е бездетен.
На 7 февруари 1570 г. господарят на дворец Валденбург чичото на нейния съпруг граф Еберхард фон Хоенлое-Валденбург и съпругата му графиня Агата фон Тюбинген празнуват с гости карнавал на заговезни. Един костюм се подпалва, избухва пожар, при който умират няколко от гостите и други са тежко ранени. Еберхард умира на 10 март 1570 г. На 14 март граф Албрехт отпътува в къщи в Нойенщайн. Той умира на 16 ноември 1575 г. в Щутгарт и е погребан там.
Елеонора фон Ханау-Лихтенберг умира на 6 януари 1585 г. на 40 години в Ингелфинген, Щутгарт, и е погребана там.